# Ulica Zapiecek w Warszawie
Ulica Zapiecek – ulica na warszawskim Starym Mieście, biegnąca od ulicy Świętojańskiej do ul. Piwnej.

## Historia

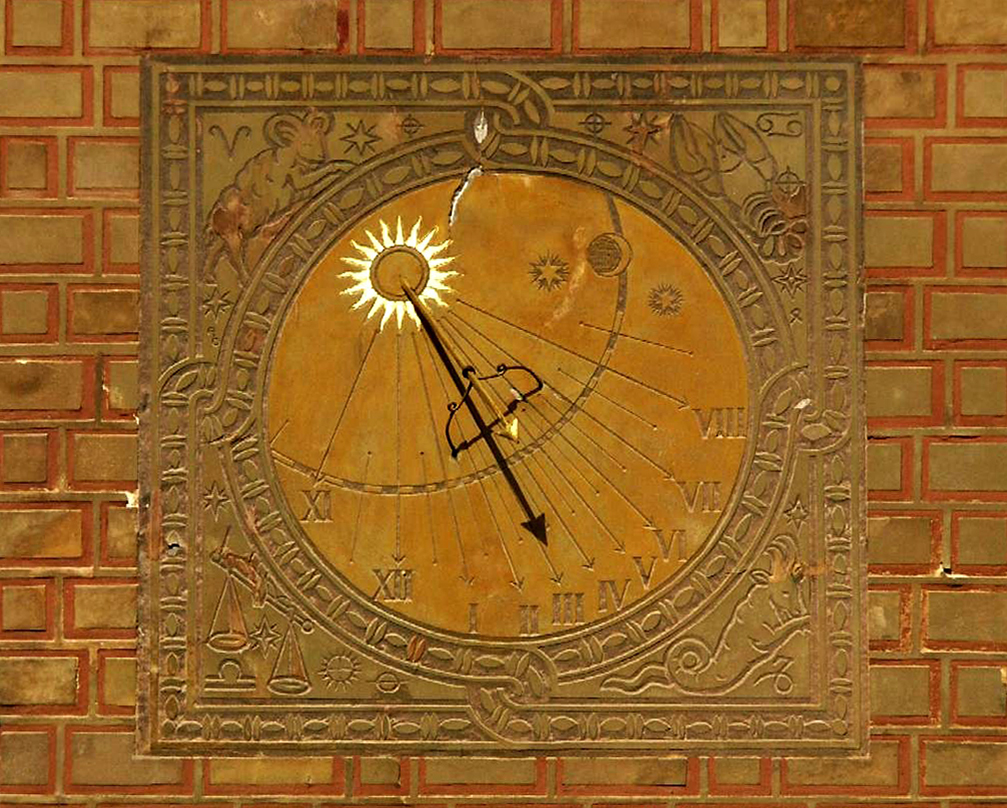
Zegar słoneczny na Zapiecku

Pierwotnie ulica Zapiecek była fragmentem ulicy Piekarskiej, po 1743 pojawia się jej osobna nazwa – Poprzeczna. Obecną nazwę, mającą charakter topograficzno-metaforyczny, nadano w 1770.
Cała zabudowa ulicy przyporządkowana jest numeracji innych ulic – Świętojańskiej, Piwnej lub Rynku.
Po rozebraniu w roku 1831 dwóch kamienic przy ul. Świętojańskiej i Piwnej, powstał placyk w zachowanej do dziś formie. W XIX wieku na Zapiecku odbywał się popularny w Warszawie targ na gołębie i ptaki śpiewające.
W 1944 cała zabudowa ulicy została zniszczona.
Na rogu Zapiecka i ul. Piwnej Stefan Wiechecki umiejscowił po wojnie książkową „Cafe pod Minogą“. Współcześnie w tym miejscu znajduje się restauracja „Zapiecek“.
We wrześniu 1985 w bruk ulicy wmurowano płytę granitową upamiętniającą wpisanie warszawskiego Starego Miasta na listę światowego dziedzictwa UNESCO.